# Itoplectis lissa
Itoplectis lissa är en stekelart som beskrevs av Porter 1970. Itoplectis lissa ingår i släktet Itoplectis och familjen brokparasitsteklar. Inga underarter finns listade i Catalogue of Life.